# X-Cacal Guardia
X-Cacal Guardia (auch Xcacal oder Tixcacal Guardia) ist eine abgelegene, aus mehreren Weilern bestehende Maya-Ortschaft mit etwa 4300 mayathansprachigen Einwohnern (1995) im Gebiet der heutigen Gemeinde (municipio) Felipe Carrillo Puerto im mexikanischen Bundesstaat Quintana Roo, 35 km nördlich der Stadt Felipe Carrillo Puerto. Das Dorf X-Cacal selbst, das gut 750 Einwohner (2020) hat, ist bis heute als Standort eines Sprechenden Kreuzes ein religiöses Zentrum der Maya der unmittelbaren Umgebung.
Nach der Einnahme von Chan Santa Cruz durch mexikanische Truppen unter General Ignacio Bravo fanden Maya-Kämpfer (Cruzoob) mit ihren Angehörigen in X-Cacal eine Zuflucht und pflegten weiter den Kult des Sprechenden Kreuzes. Die Cruzoob von X-Cacal führten den Guerillakampf fort und erkannten erst 1935 als letzte der aufständischen Maya in einem Friedensvertrag die mexikanische Herrschaft an.
Kulturell konnten sie sich (ähnlich wie die nahe gelegenen Maya-Ortschaften Chumpón und Chancah Veracruz) bis heute quasi eine Autonomie bewahren, wozu auch die aus der Zeit des Kastenkriegs stammende militärische Organisation gehört. Der Hüter des Kreuzes (Nohoch Tàatah, „Großer Vater“), der seine Aufträge von Gott über das Sprechende Kreuz empfängt, ist zugleich geistliche und weltliche Autorität. Auswärtigen ist der Zutritt zum Sprechenden Kreuz verwehrt.